# Sara Sampaio
Sara Pinto Sampaio (Porto, 21 luglio 1991) è una modella e attrice portoghese, meglio conosciuta per le sue collaborazioni con Victoria's Secret e Calzedonia.

## Carriera

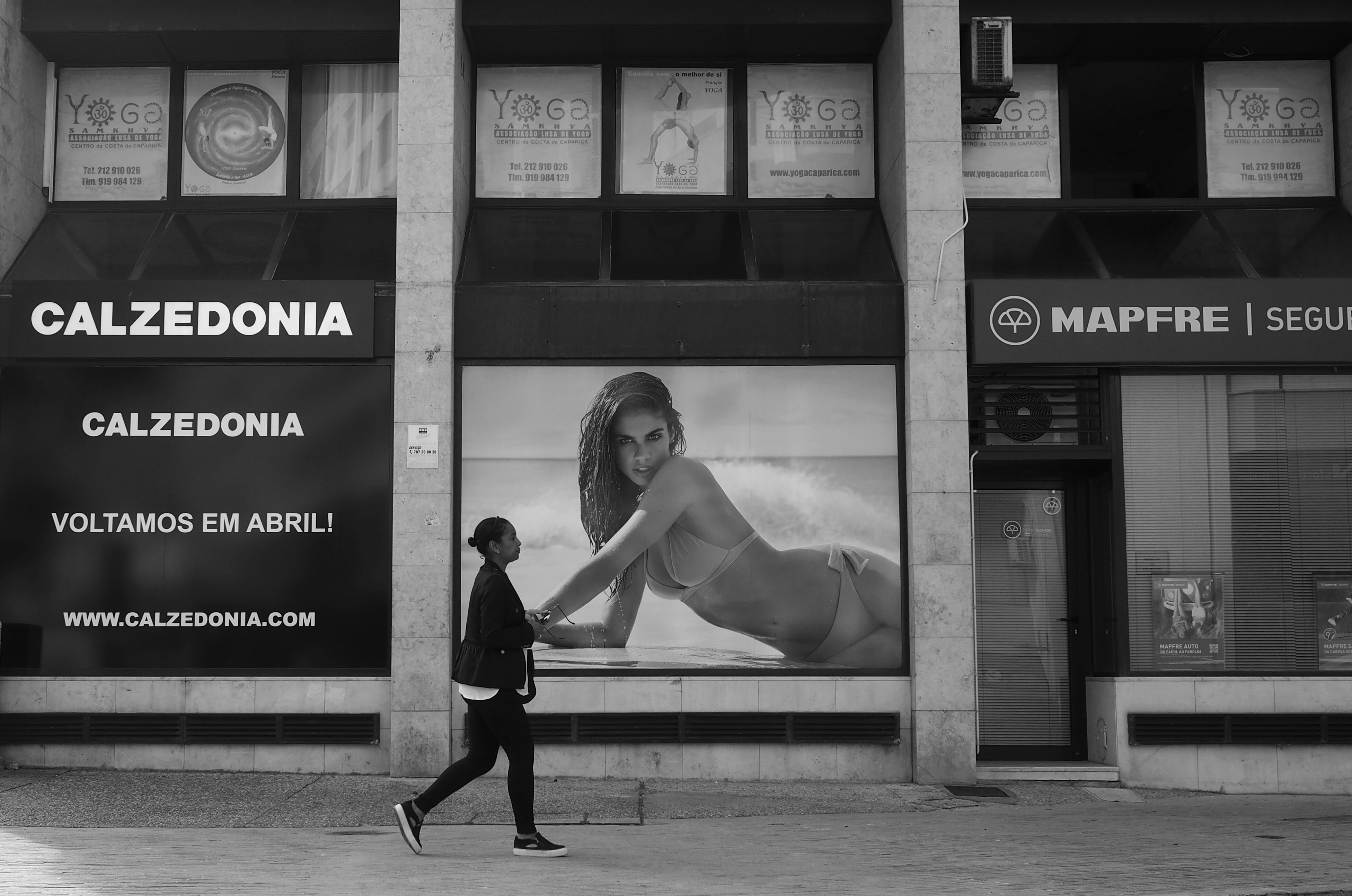
Sampaio in un cartellone pubblicitario per Calzedonia a Lisbona

Sara Sampaio inizia la sua carriera dopo aver vinto il concorso cabelos pantene 2007. È apparsa in numerose riviste come Elle, Vogue, Glamour e molte altre. Nel 2012 appare sulla copertina di Vogue Portogallo, ed è stata scelta per essere l'immagine internazionale dalla campagna Calzedonia mare, dove viene riconfermata anche nel 2013, 2014 e 2015. È anche apparsa nelle campagne Replay insieme a Irina Shayk e Blumarine insieme ad Adriana Lima per le stagioni autunno/inverno 2011/2012. Nel 2012, 2013 e 2014 è testimonial, insieme a Barbara Palvin, della linea di abiti da sposa Rosa Clarà.
Nel 2013 appare sulla copertina di GQ per il numero di gennaio e sfila al Calzedonia Summer Show. Inoltre viene scelta come protagonista per la campagna pubblicitaria autunno/inverno 2013/2014 di Morellato.
Nel 2014 viene scelta per essere testimonial della campagna di Agua Bendita primavera/estate e riconfermata per Morellato. Fa il suo debutto su Sports Illustrated Swimsuit Issue: è la prima modella portoghese ad apparire sulla rivista. e 2014 Rookie of the Year. Inoltre viene scelta come testimonial di Gas Jeans autunno/inverno 2014 accanto al campione del motociclismo Marc Márquez.
Nel 2015 recita in uno spot per la catena di fast food Carl Jr. Nel 2016 viene inserita, dal sito models.com, nella classifica delle modelle più sexy, e partecipa alle fashion week sfilando per Elie Saab, Jean-Paul Gaultier, Balmain, Miu Miu, Moschino, Alberta Ferretti, Marc Jacobs, Francesco Scognamiglio, Sport Max, Ermanno Scervino, Dolce & Gabbana, Missoni, Olivier Rousteing, Emanuel Ungaro, Mugler, Tory Burch, e Tommy Hilfiger. Nel mese di maggio ottiene la sua prima copertina negli Stati Uniti, fotografata da Gilles Bensimon per Maxim.
Nel 2017 è nel videoclip della canzone 2U di Justin Bieber e David Guetta, insieme ad altre modelle di Victoria's Secret, e viene scelta come nuova testimonial di Pinko per la campagna autunno/inverno. Nel mese di settembre appare in topless sulla copertina di Lui Magazine riscuotendo un grande successo, tuttavia la modella ha denunciato il magazine dichiarando di «averla costretta a posare nuda, e di non aver rispettato l'accordo di non pubblicare le foto in cui compare senza veli».
Nel 2018 affianca Cate Blanchett e Adwoa Aboah come testimonial della fragranza Sì Passione di Giorgio Armani. Ad agosto del 2018 diventa nuovo volto, insieme a Barbara Palvin, di Armani Beauty, linea di make-up e skincare.

### Victoria's Secret

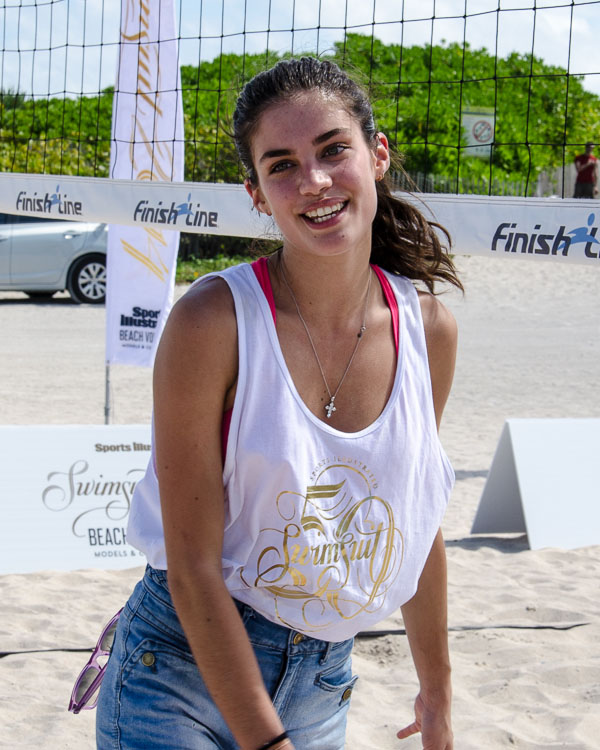
Sampaio nel 2014

Nel 2013 diventa uno dei volti della linea Pink di Victoria's Secret e nel mese di novembre viene scelta per sfilare al suo primo Victoria's Secret Fashion Show. Il 28 aprile 2015, Victoria's Secret conferma sulla sua pagina ufficiale di Instagram che Sara Sampaio è diventata ufficialmente una Victoria's Secret Angels, insieme ad altre nove modelle e facendo di lei il primo angelo portoghese.

## Agenzie
- Central Models - Lisbona
- The Lions - New York
- The Lions - Los Angeles
- Oui Management Paris - Parigi

## Filmografia

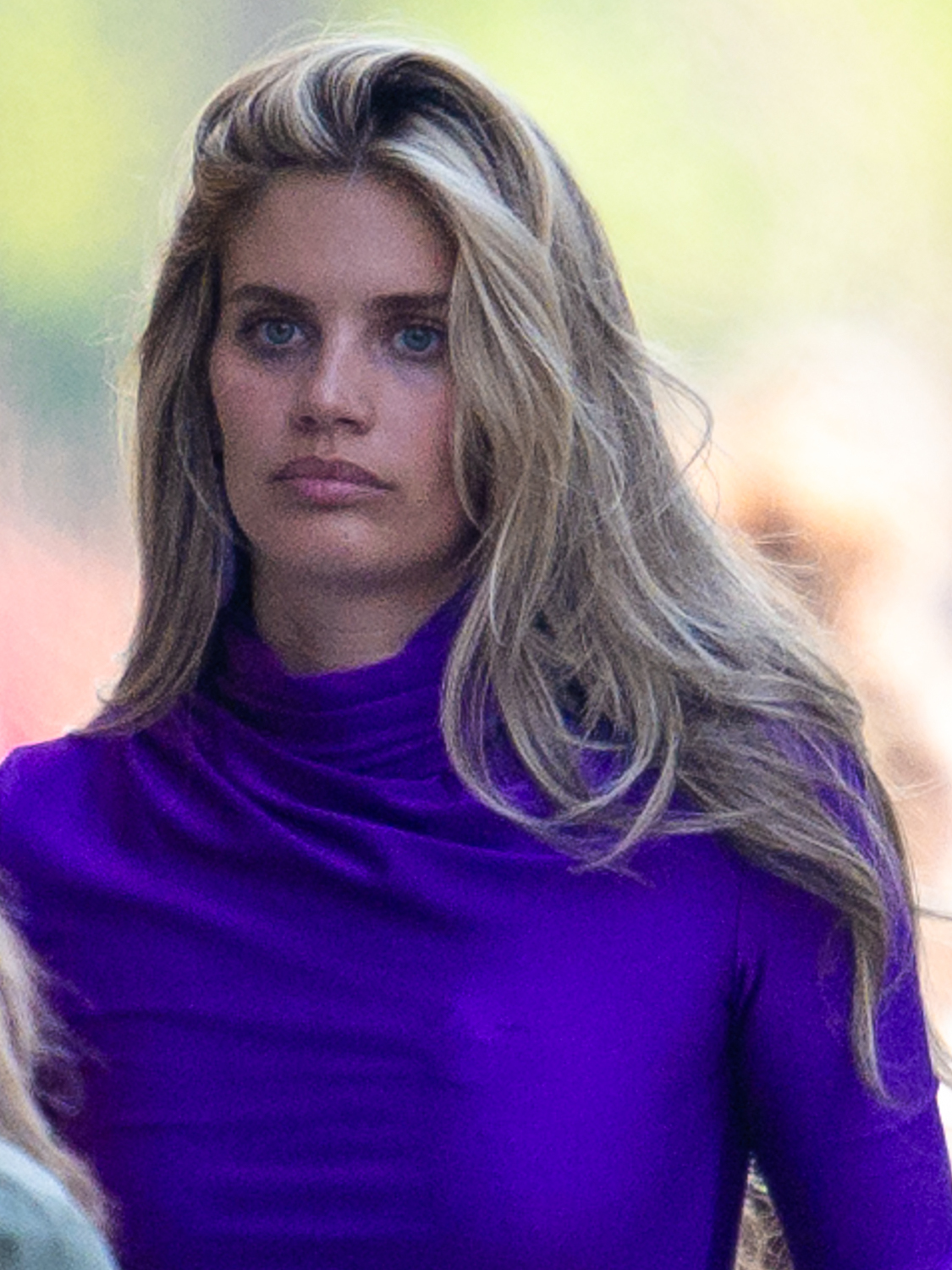
Sampaio nei panni di Eve Teschmacher sul set di Superman (2025)

### Cinema
- The Clapper, regia di Dito Montiel (2017)
- Carga, regia di Bruno Gascon (2018)
- Confini e dipendenze (Crisis), regia di Nicholas Jarecki (2021)
- Wifelike, regia di James Bird (2022)
- Superman, regia di James Gunn (2025)

### Televisione
- Billions - serie TV, 2x03 (2017)

### Videoclip
- Chainsaw - Nick Jonas (2016)
- Wolves - Kanye West (2016)
- 2U - Justin Bieber e David Guetta, (2017)

## Doppiatrici italiane
Nelle versioni in italiano delle opere in cui ha recitato, Sara Sampaio è stata doppiata da:
- Emanuela Ionica in Superman